# Danmark-Funbo församling
Danmark-Funbo församling är en församling i Uppsala kontrakt i Uppsala stift. Församlingen ligger i Uppsala kommun i Uppsala län. Församlingen utgör ett eget pastorat.

## Administrativ historik
Församlingen bildades 2010 genom sammanslagning av Danmarks församling och Funbo församling.

## Kyrkor
- Danmarks kyrka
- Funbo kyrka
- Sävja kyrka